# Тод Хайнс
Тод Хайнс (на английски: Todd Haynes, роден на 2 януари 1961 г. в Лос Анджелис, Калифорния, САЩ) е американски режисьор, сценарист и продуцент. Филмите му обхващат четири десетилетия с теми, разглеждащи личността на известни музиканти, дисфункционални и антиутопични общества и размити роли на половете.